# Jan Hlaváč (autor)
Jan Hlaváč (* 27. listopadu 1970 Praha) je český spisovatel, scenárista, publicista a nakladatel.
Vystudoval bohemistiku, fonetiku a obecnou lingvistiku na Filozofické fakultě Univerzity Karlovy. Působil jako publicista, v letech 2002–2005 byl šéfredaktorem časopisu Mladý svět, kromě jiného spolupracoval například s časopisem Instinkt. Spolumajitel nakladatelství Daranus.

## Knihy
- 2000 Orloj z obrazovky[zdroj?] ISBN 80-86431-07-X
- 2001 České horory (spoluautor) ISBN 80-902781-5-9
- 2005 Ráno bylo stejný ISBN 978-80-87423-89-9
- 2005 Vzpomínám a ničeho nelituji ISBN 80-86983-00-5
- 2006 Krtčí výlety ISBN 80-87022-05-X
- 2008 Zvířátka ze zoo (spoluautor) ISBN 978-80-86983-42-4
- 2008 Můj vysvlečenej deník (spoluautor) ISBN 978-80-86983-38-7
- 2010 Járo, kakao! (spoluautor) ISBN 978-80-87423-05-9

## Scénáře
- 2012 Můj vysvlečenej deník
- 2012 Andílci za školou (muzikál)
- 2013 Hvězdička